# 1982 (película documental)
1982 es una película documental coproducción de Argentina y Brasil filmada en colores dirigida por Lucas Gallo sobre su propio guion escrito en colaboración con Guido Segal que se estrenó el 1 de abril de 2021. Está integrada con imágenes de archivo provenientes de la televisión pública e intervenciones de la actriz Virginia Lustig.

## Sinopsis
Con fragmentos de los programas del canal oficial de televisión '60 Minutos' y '24 Horas por Malvinas' y otros materiales, resume la campaña de propaganda del gobierno argentino durante la Guerra de las Malvinas. 

## Participantes en imágenes de archivo
Aparecen en las imágenes de archivo:
- José Gómez Fuentes
- Daniel Mendoza
- Lidia Satragno
- Leopoldo Fortunato Galtieri
- Cacho Fontana
- Antonio Carrizo

## Comentarios
La crónica del sitio web Impresiones de cine y series dijo:

”… un demoledor recordatorio de uno de los momentos más perversos de la última dictadura cívico-militar, cuando  la Argentina más cerca estuvo del fascismo, mediante una irresponsable aventura bélica por la cual el general Leopoldo Galtieri, al frente de la tercera junta militar,  buscaba, mediante ese giro fascista, perpetuarse en un poder que comenzaba a flaquear y que terminó por decretar su final merced a la reacción británica y de EE.UU. Un ejemplo contundente de lo que ahora llamaríamos “blindaje mediático” que sin embargo refleja con elocuencia los vergonzosos fervores patrioteros de la época (mediáticos y de la gente común) y la trágica trampa de una dictadura genocida que costó la vida de centenares de jóvenes argentinos.”

Diego Lerer en el sirio web micropsia opinó:

” …lo central del film es seguir la cobertura oficial de la guerra, en la que siempre se estuvo ganando hasta que, en apariencia de un día para el otro, se perdió. …Gallo consigue pintar de una manera muy precisa aquellos 74 días de guerra hasta jugando con los hoy muy antiguos formatos y efectos de montaje de la época…es imposible negar que esa manipulación de la realidad ha venido creciendo exponencialmente de entonces a ahora. Quizás, en 2060, alguien rescate buena parte de los comentarios mediáticos que se han hecho en estos extrañísimos años pandémicos y pueda hacer una película aún mejor que esta extraordinaria 1982.